# Trochalopteron
Trochalopteron es un género de aves paseriformes perteneciente a la familia Leiothrichidae. 

## Especies
Contiene las siguientes 19 especies:
- Trochalopteron lineatum – charlatán barrado.
- Trochalopteron imbricatum – charlatán de Bután.
- Trochalopteron virgatum – charlatán rayado.
- Trochalopteron austeni – charlatán de Austen.
- Trochalopteron subunicolor – charlatán modesto.
- Trochalopteron squamatum – charlatán aliazul.
- Trochalopteron henrici – charlatán de Henri.
- Trochalopteron elliotii – charlatán de Elliot.
- Trochalopteron morrisonianum – charlatán de Morrison.
- Trochalopteron affine – charlatán carinegro.
- Trochalopteron variegatum – charlatán variegado.
- Trochalopteron erythrocephalum – charlatán coronicastaño.
- Trochalopteron chrysopterum – charlatán de Assam.
- Trochalopteron melanostigma – charlatán orejiplateado.
- Trochalopteron peninsulae – charlatán malayo.
- Trochalopteron ngoclinhense – charlatán alidorado.
- Trochalopteron yersini – charlatán de Yersin.
- Trochalopteron formosum – charlatán alirrojo.
- Trochalopteron milnei – charlatán colirrojo.